# Meneptera
Meneptera là một chi bướm đêm thuộc họ Noctuidae.